# Серж Льоклер
Серж Льоклер (на френски: Serge Leclaire) е френски психоаналитик, последовател на Жак Лакан.

## Биография
Роден е на 6 юли 1924 година в Страсбург, Франция, в еврейско семейство. След като учи медицина и невропсихиатрия, той е анализант, ученик и колега на Жак Лакан. Преподава в École normale supérieure в Париж.
След вътрешни спорове в рамките на Парижкото психоаналитично общество през 1953, той го напуска заедно с Даниел Лагаш, Франсоаз Долто и Жак Лакан, и става съосновател на Френското психоаналитично общество. Льоклер е неговия първия секретар, а по-късно и президент на обществото. От 1961 до 1965 е член на Международната психоаналитична асоциация.
Умира на 8 август 1994 година в Аржентиере на 70-годишна възраст.